# 田迎駅
田迎駅（たむかええき）は、かつて熊本県熊本市田迎町（現・南区田井島）にあった熊延鉄道の駅（廃駅）である。

## 歴史
- 1915年（大正4年）4月6日：御船鉄道（後の熊延鉄道）の開通に伴い開業。
- 1964年（昭和39年）3月31日：熊延鉄道の廃線に伴い廃止。

## 駅構造
単式ホーム1面1線を有する地上駅であった。

## 現在
駅跡は国道57号熊本東バイパスの一部となっている。

## 隣の駅
熊延鉄道
南熊本駅 - 田迎駅 - 良町駅